# José Canillas
José Manuel Sánchez Canillas, más conocido como Canillas, (Málaga, 12 de agosto de 1960) es un exfutbolista español. Canillas jugaba en la posición de centrocampista. Es conocido como el León de La Palmilla, puesto que nació en ese barrio malagueño.

## Trayectoria
Formado en las categorías inferiores del CD Málaga, ascendió al primer plantel malacitano en 1980, convirtiéndose en un referente en el centro del campo. En 1988 abandona el club malagueño junto a su compañero József Szendrei para fichar por el Cádiz CF donde permanecería dos temporadas.
En 1990 ficha por el CE Sabadell, donde sólo permanecería una temporada, ya que se retiró de la práctica del fútbol en 1991.

## Selección nacional
Fue internacional con España en las categorías Sub-20 y Sub-21.

## Clubes
| Club         | País   | Año       |
| ------------ | ------ | --------- |
| CA Malagueño | España | 1978-1980 |
| CD Málaga    | España | 1980-1988 |
| Cádiz CF     | España | 1988-1990 |
| CE Sabadell  | España | 1990-1991 |